# Il museo di Margaret
Il museo di Margaret (Margaret's Museum) è un film del 1995 diretto da Mort Ransen.

## Trama
Per nulla al mondo Margaret avrebbe voluto sposare un minatore. Ma nel suo paese, sperduto e dimenticato, per gli uomini è l'unico lavoro: quello che ha ucciso suo padre e suo fratello. Per questo Margaret sceglie la solitudine, finché un giorno arriva un forestiero: Neil è musicista e poeta, ma per vivere fa il lavapiatti. Quando perde il lavoro anche a lui non resta che scendere in miniera.

## Riconoscimenti
- Festival di San Sebastián
  - Concha de Oro